# خطمية

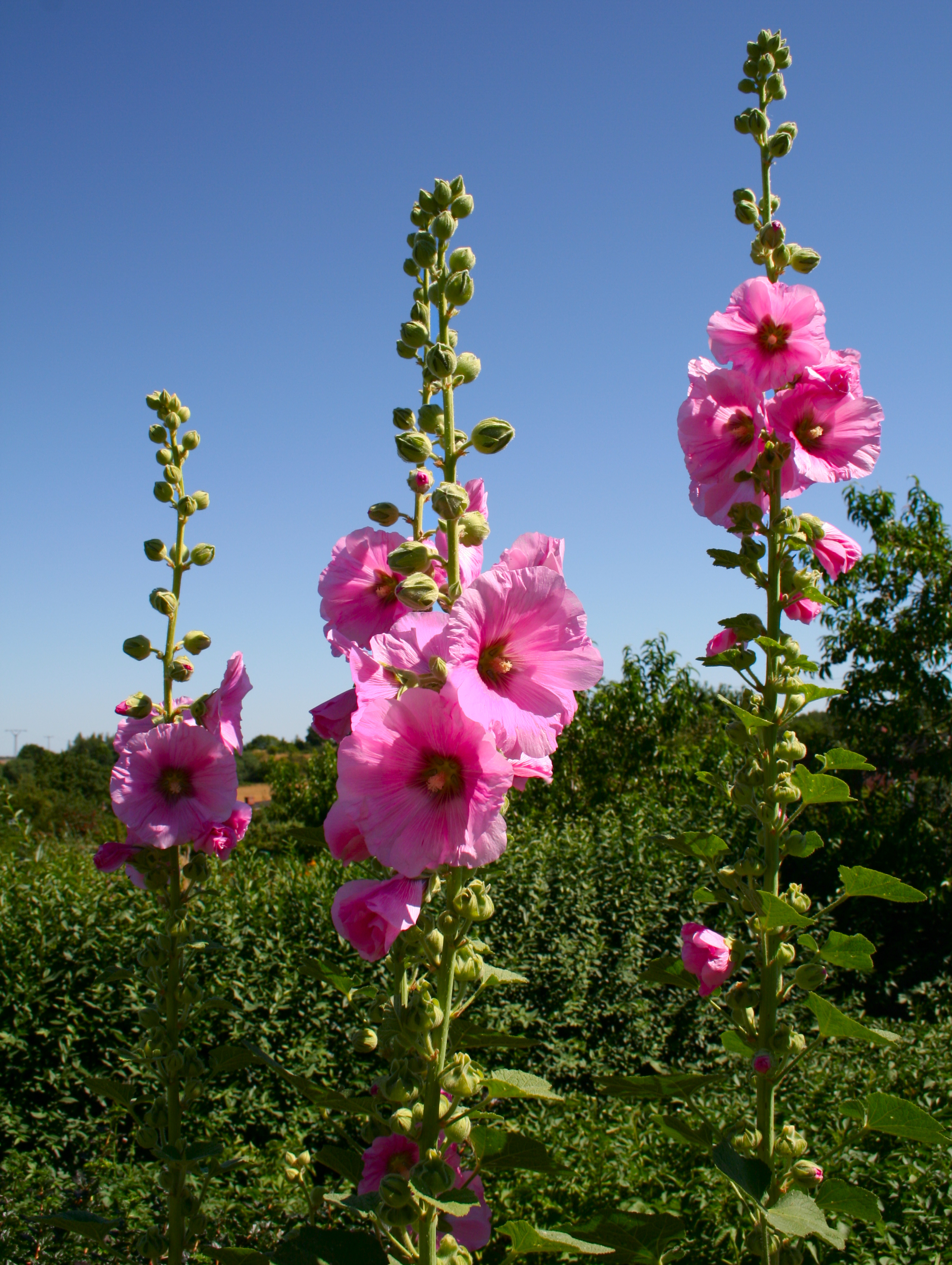
أزهار الخطمي، ويمكن ملاحظة طول سيقانها

الخِطميّة أو الخِتمية (بالإنجليزية: Hollyhock)‏ هي جنس نباتي صيفي مزهر متعدد الألوان ينتمي إلى الفصيلة الخبازية. يشمل الجنس ما يقارب 60 نوعاً. موطنه الأصلي هو الصين وبعض الدول الآسيوية وبعض مناطق الوطن العربي، ويشيع استخدامها في الحدائق كزينة. أدخلت الخطمية إلى بيئة أمريكا الشمالية في القرن السابع عشر.

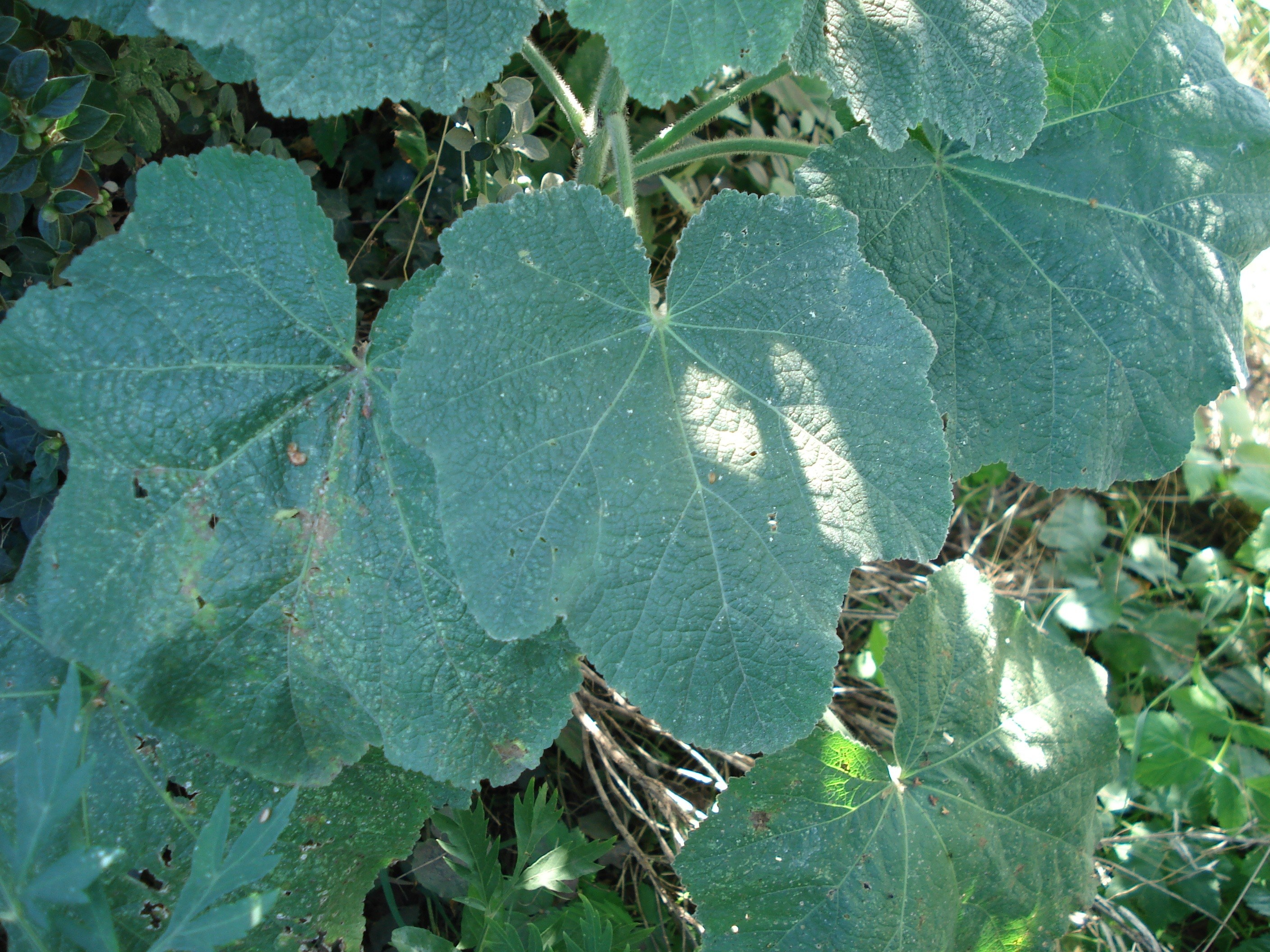
أوراق نبات الخطمي

تتميز الخطمية بطول سوقها، والتي قد تمتد ما بين 6 إلى 10 أقدام في الارتفاع، وبأوراقها الدائرية الشكل المتعددة الفصوص.

## من أنواعهاالواطنةفيالوطن العربي
1. خطمية إصبعية (باللاتينية: Alcea digitata) في بلاد الشام
2. الخطمية ثنائية الحول (باللاتينية: Alcea biennis) في بلاد الشام
3. الخطمية الجليلية (باللاتينية: Alcea galilaea) في بلاد الشام
4. الخطمية الدمشقية (باللاتينية: Alcea damascena) في بلاد الشام
5. خطمية ذات الثمار عديمة الأجنحة (باللاتينية: Alcea apterocarpa) في بلاد الشام
6. الخطمية ذهبية الأسدية (باللاتينية: Alcea chrysantha) في بلاد الشام
7. خطمية عديمة الساق (باللاتينية: Alcea acaulis) في بلاد الشام
8. خطمية كردية نويع العمقية (باللاتينية: Alcea kurdica subsp. coelesyriaca) في بلاد الشام
9. خطمية كردية نويع القلمونية (باللاتينية: Alcea kurdica subsp. antilibanotica) في بلاد الشام
10. الخطمية المخططة نويع الصهباء (باللاتينية: Alcea striata subsp. rufescens) في بلاد الشام
11. الخطمية المخططة نويع المخططة (باللاتينية: Alcea striata (DC.) Alef. subsp. striata) في بلاد الشام
12. الخطمية المقطعة (باللاتينية: Alcea dissecta) في بلاد الشام
13. خطمية ملساء الثمار (باللاتينية: Alcea leiocarpa) في بلاد الشام
14. الخطمي الهلبية (باللاتينية: Alcea setosa) في بلاد الشام
15. الخطمي الوردية (باللاتينية: Alcea rosea) في بلاد الشام

## معرض صور

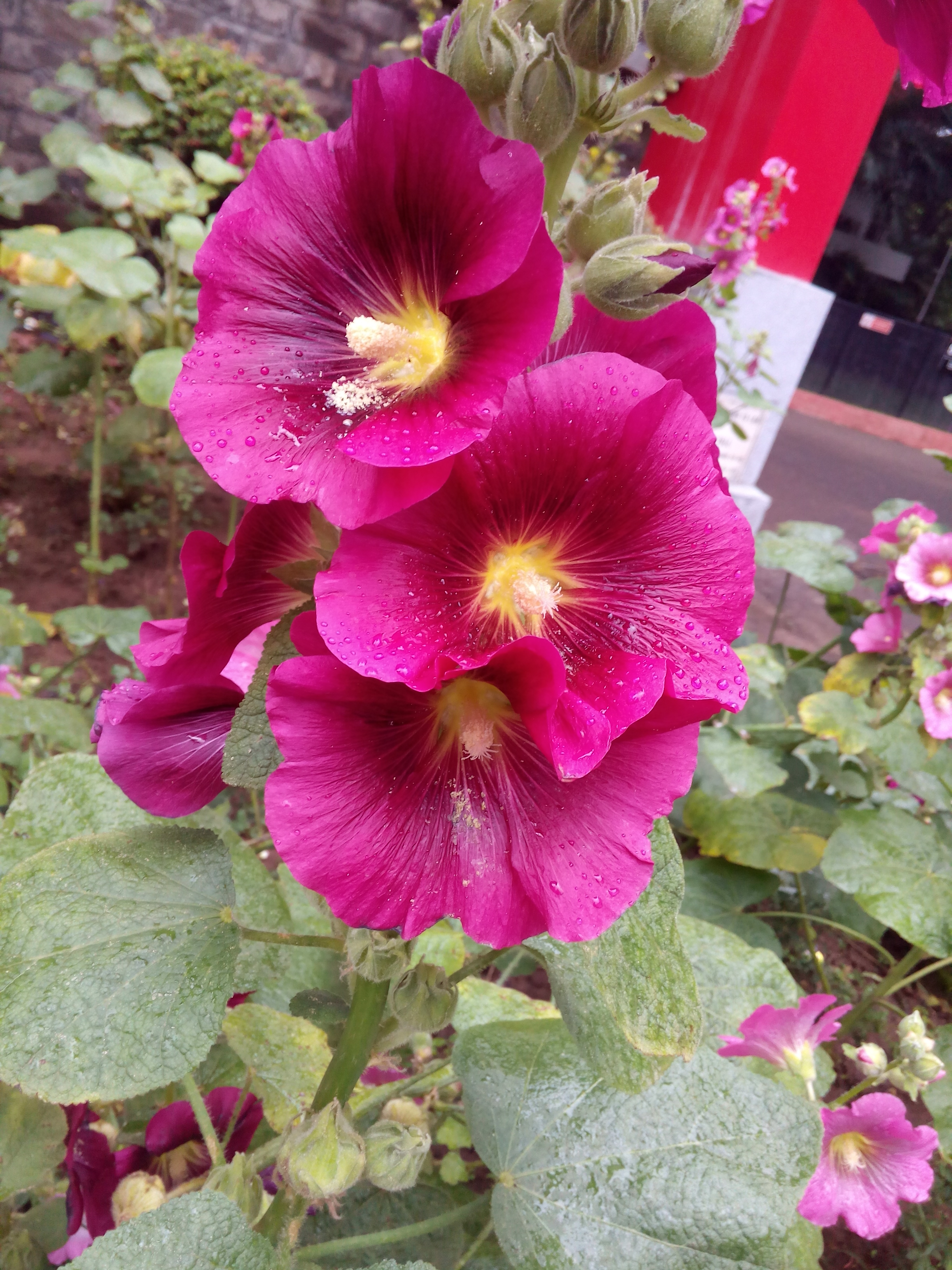
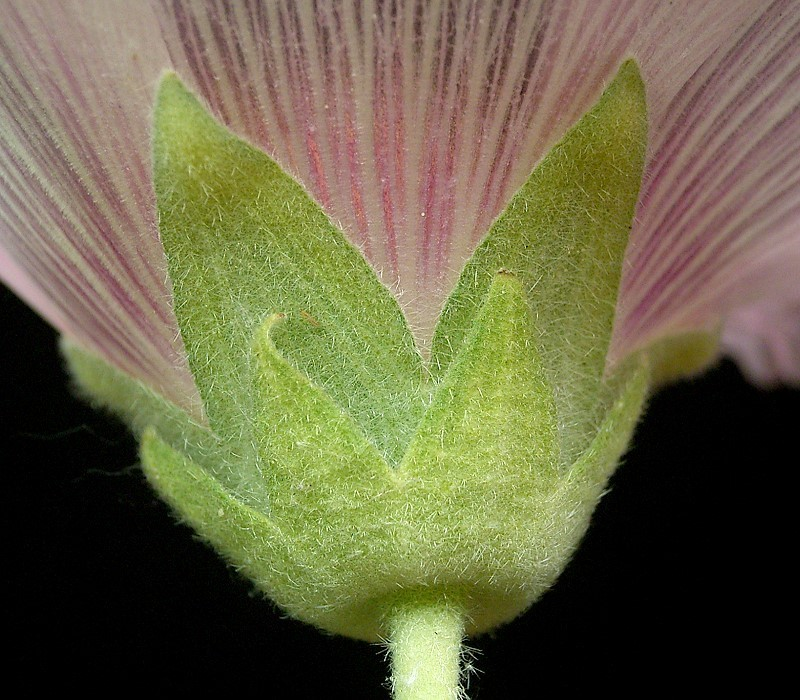
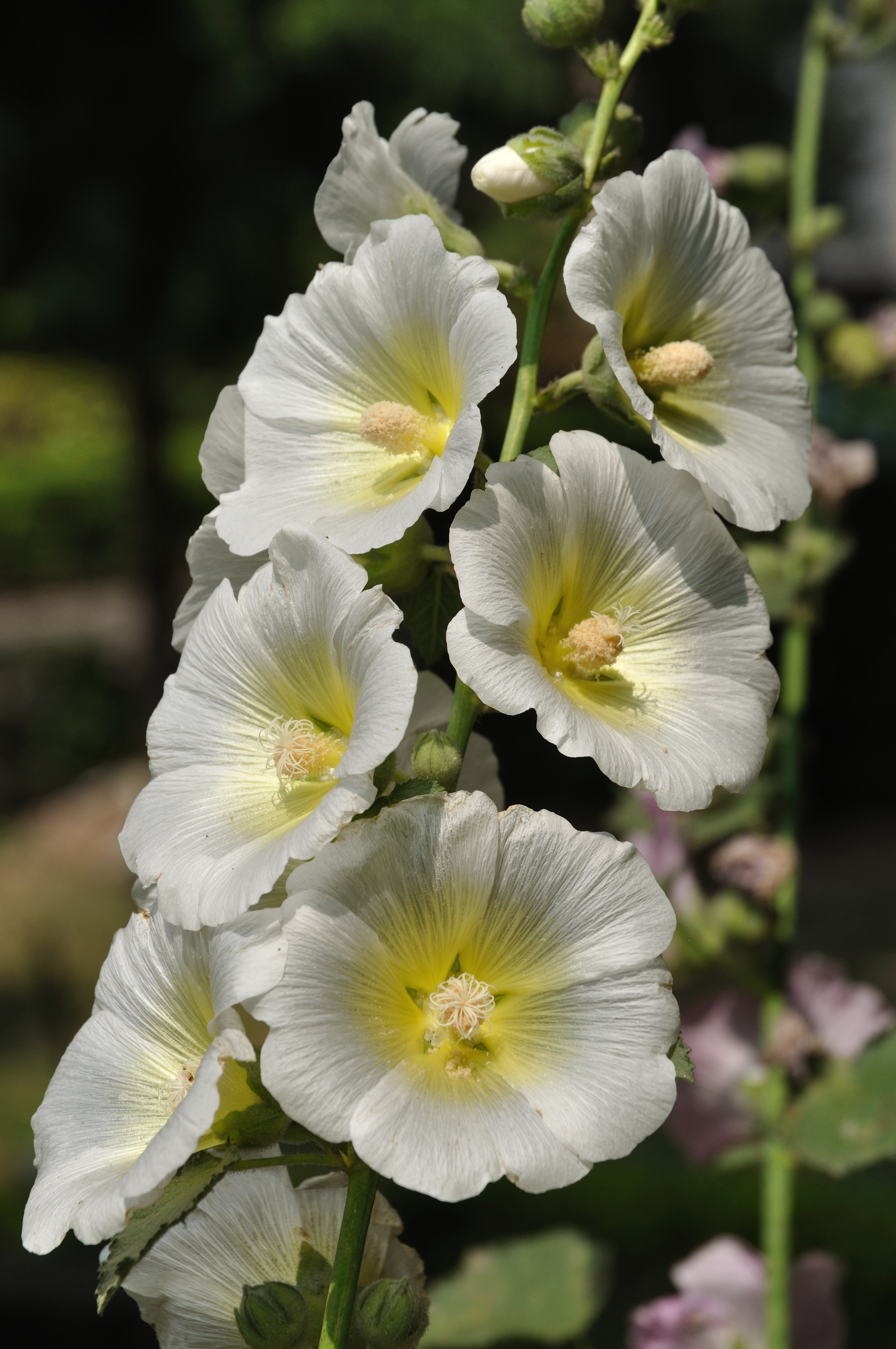
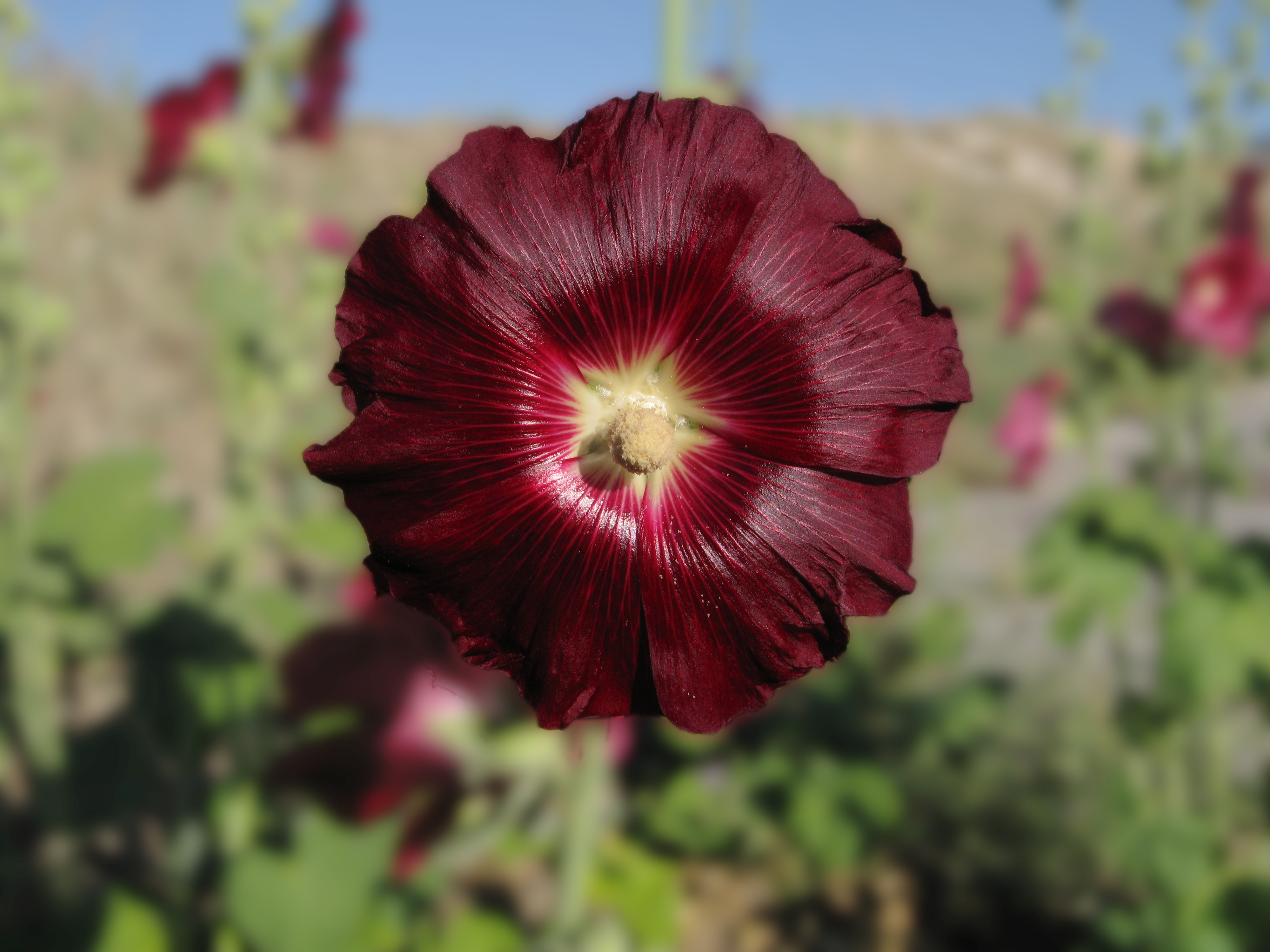
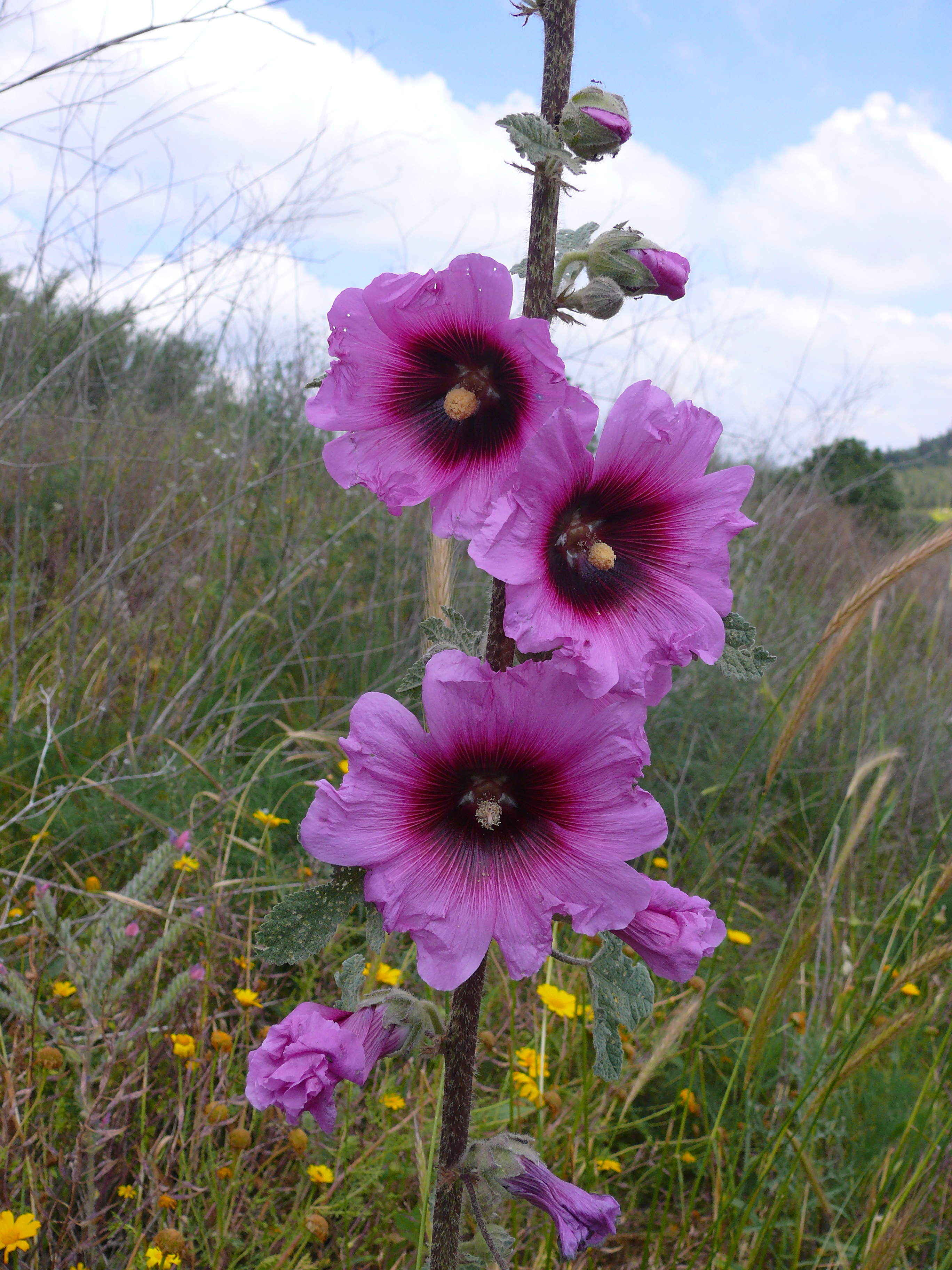
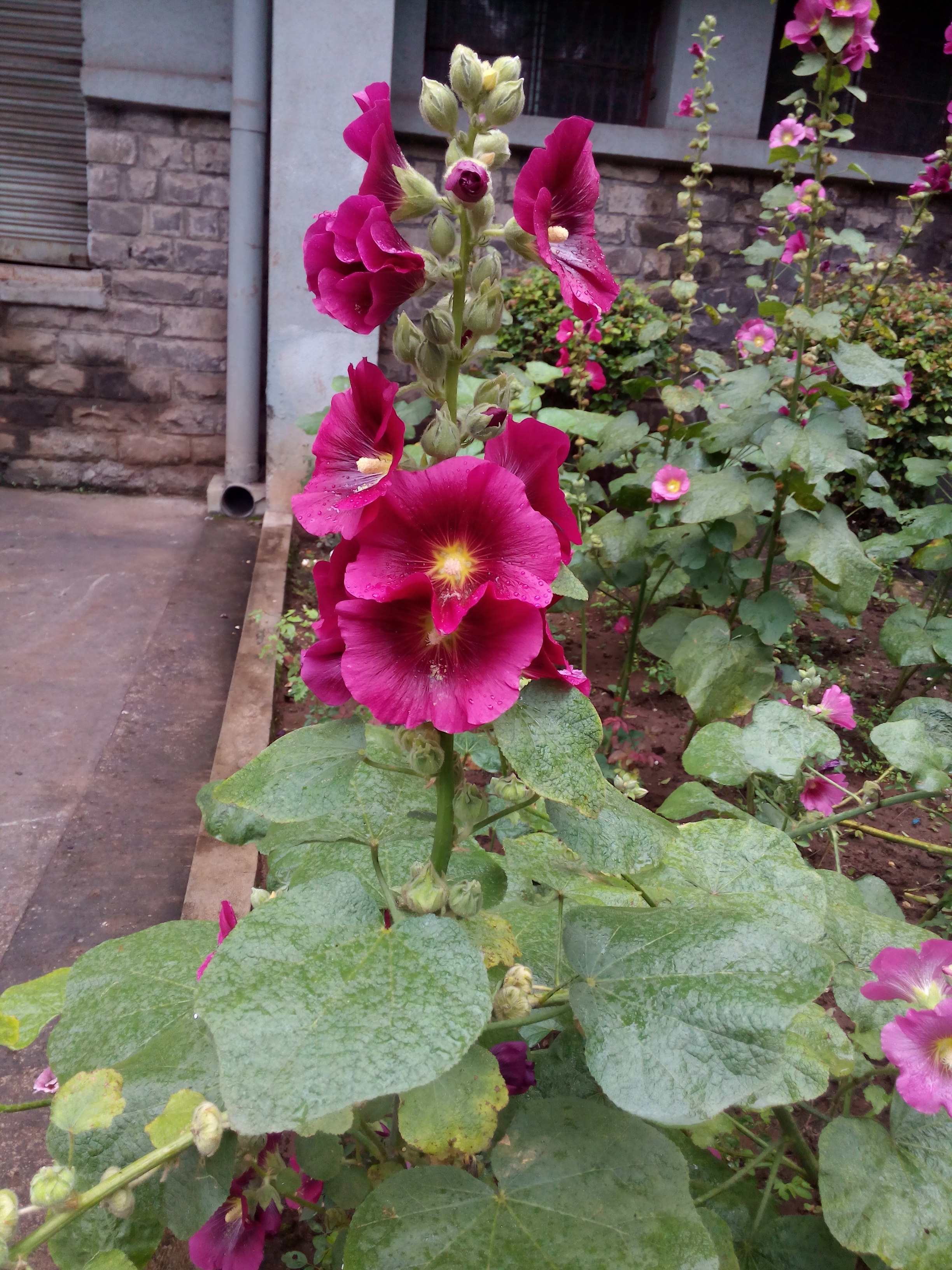

## من أنواعها الأخرى
- الخطمية تينية الأوراق (باللاتينية: Alcea ficifolia)
- الخطمية الشاحبة (باللاتينية: Alcea pallida)
- الخطمية الكبريتية (باللاتينية: Alcea sulphurea)
- الخطمية المجعدة (باللاتينية: Alcea rugosa)